# Barraca del camí del Mas Roig VIII
La Barraca del camí del Mas Roig VIII és una obra del Pla de Santa Maria (Alt Camp) inclosa a l'Inventari del Patrimoni Arquitectònic de Catalunya.

## Descripció
És una sòlida barraca de planta rectangular, exempta i orientada a l'ESE. A la seva façana frontal hi ha un contrafort per tal d'apuntalar-la. El seu portal és dovellat i la cornisa horitzontal és coronada amb pedres al rastell. A la part posterior hi ha una escaleta per accedir a la coberta, que és acabada amb pedruscall.
La seva planta interior és rectangular i mesura 1'85m de fondària i 4m d'amplada. Està coberta amb una falsa cúpula que tapa amb diverses lloses. S'observa també una menjadora i un cocó.